# Tlacuapan
Tlacuapan är en ort i Mexiko.   Den ligger i kommunen Huautla och delstaten Hidalgo, i den sydöstra delen av landet, 200 km norr om huvudstaden Mexico City. Tlacuapan ligger 494 meter över havet och antalet invånare är 567.
Terrängen runt Tlacuapan är huvudsakligen lite kuperad. Tlacuapan ligger uppe på en höjd. Runt Tlacuapan är det ganska tätbefolkat, med 96 invånare per kvadratkilometer. Närmaste större samhälle är Huejutla de Reyes, 15,6 km nordväst om Tlacuapan. Omgivningarna runt Tlacuapan är en mosaik av jordbruksmark och naturlig växtlighet.